# Fuente de Rosello
La fuente de Rosello (en italiano: Fontana di Rosello) es una fuente artesanal de la ciudad de Sácer (Sassari), Cerdaña (Italia), considerada el monumento principal y símbolo de la ciudad y de la región. La fuente está ubicada en el extremo del valle Rosello, adyacente a la zona de la ciudad vieja de Sácer.

## Historia

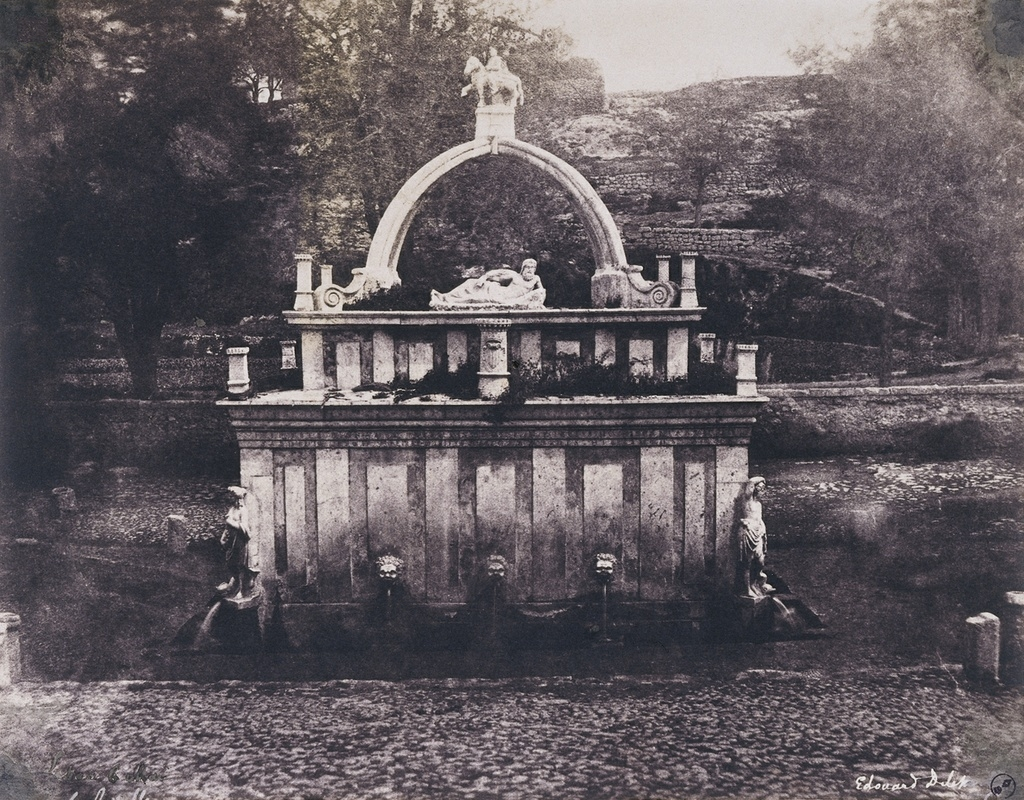
La fuente de Rosello, 1854

La fuente se construyó entre 1603 y 1606 por artesanos genoveses en torno a un manantial que servía a los vecinos del valle como su principal fuente de agua. Este manantial, conocido ya desde época romana con el nombre de fuente de Gurusellu, era un punto de referencia para los viajeros que cruzaban el valle, camino a Turris Libisonis (actual Porto Torres).
En 1795, durante las revueltas populares, se destruyeron tres estatuas del diseño original de la fuente, que representaban las estaciones del año, y en 1828 se colocaron otras cuatro para reemplazarlas. La única estatua original que se conserva, la del Verano, aún se puede contemplar en el Palacio Ducal de Sácer.
Para llevar el agua del manantial a las casas del valle se requería un equipo que, hacia finales del siglo XIX, llegaría a contar con 300 personas, quienes cargaban el agua en las albardas de sus mulas, dos barriles por animal. El lugar servía también para el lavado de ropa y prendas de tela. Anecdóticamente, se contaba que este sistema hizo imposte el movimiento de personas, ya que "a menudo la entrada a una casa de Sácer estaba bloqueada por un hombre, una bestia y un barril".

## Arquitectura

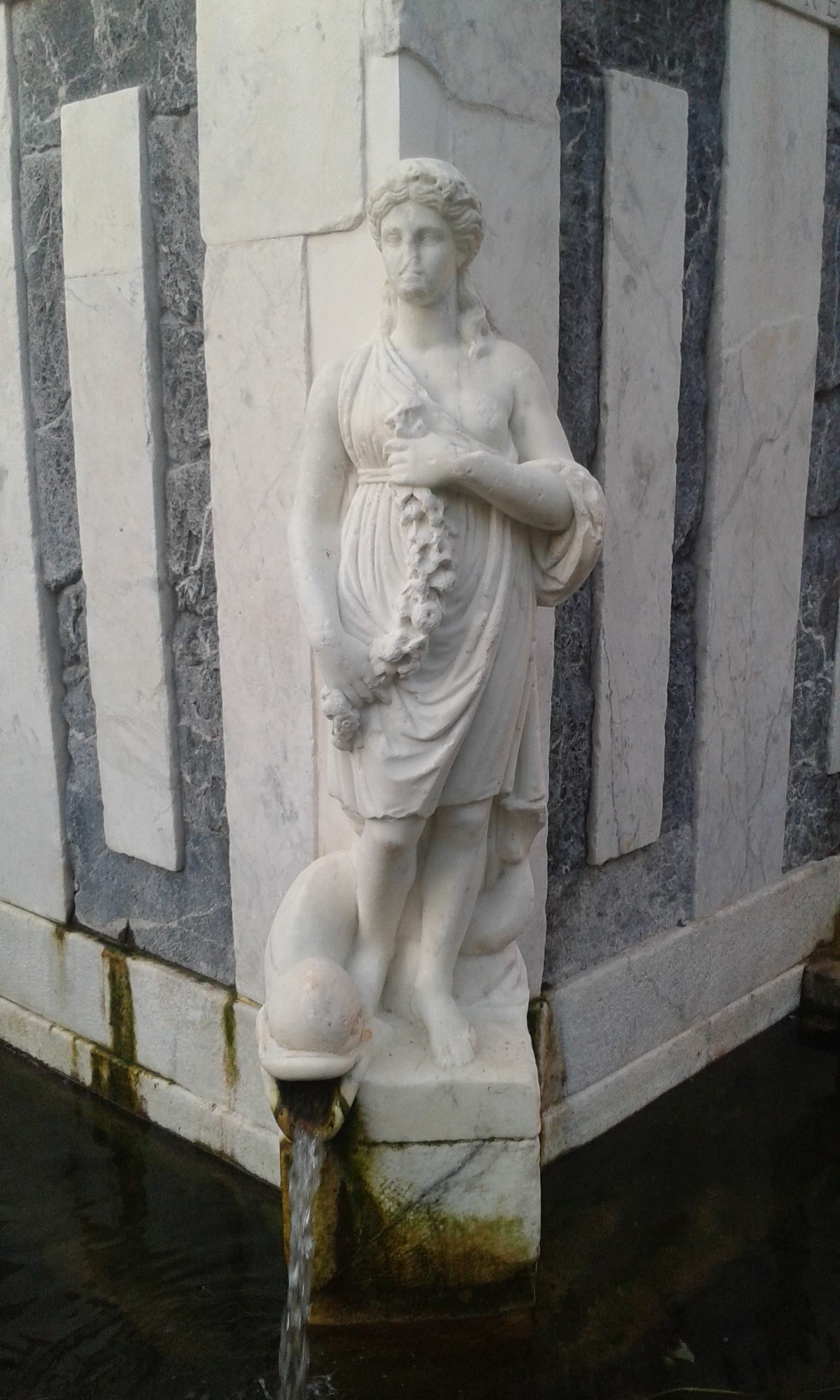
«La primavera»

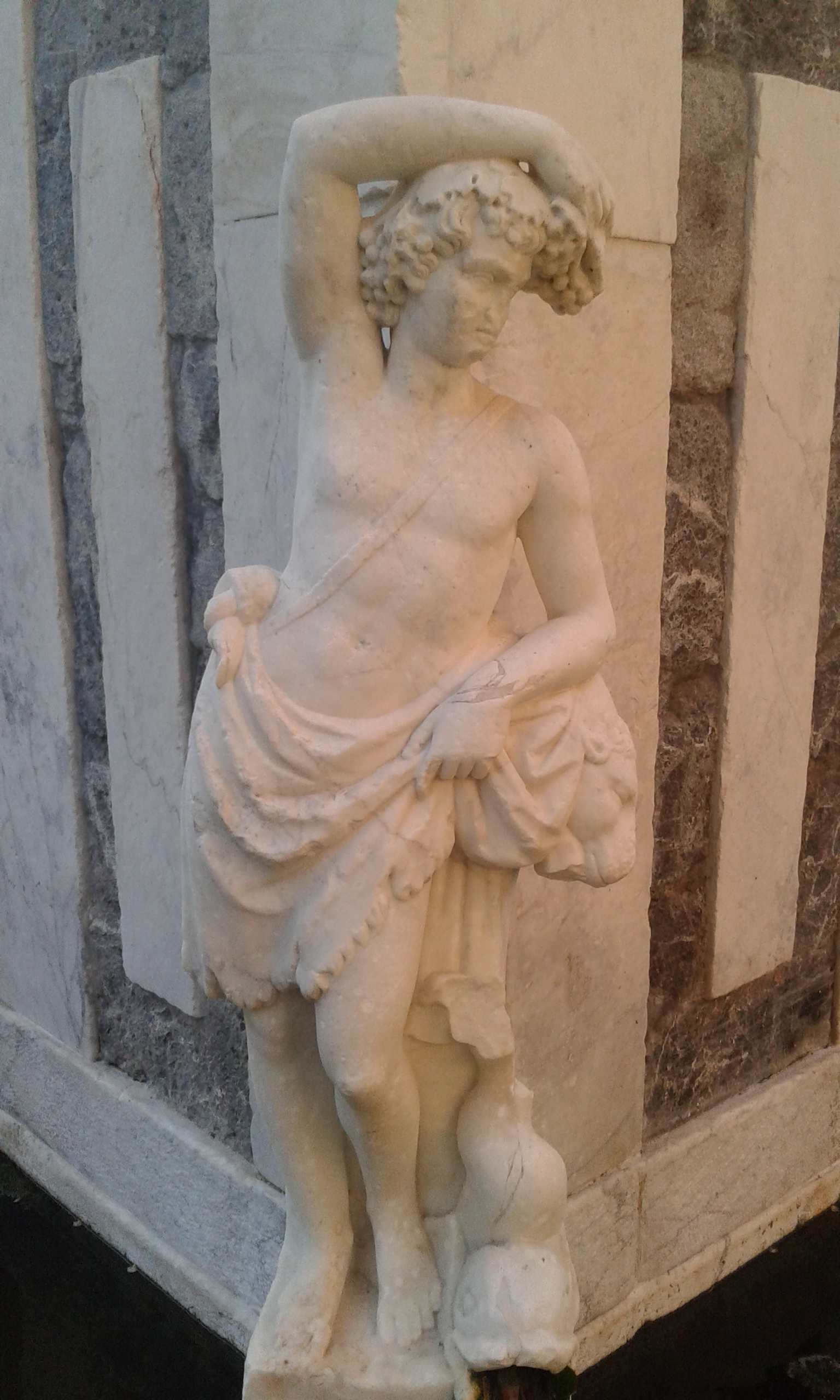
«El otoño»

Construida en estilo renacentista tardío, la fuente se erige sobre dos paralelepípedos. El inferior (al sur), de mayor tamaño, está coronado por una cornisa bajo la que discurre por tres lados la inscripción dedicatoria, mientras que el lado norte está adornado con un motivo de follaje.
Los espejos de los cuatro lados están divididos en dieciséis cuadrados rectangulares de piedra oscura, que contrastan con el mármol blanco utilizado para las demás estructuras. Ocho de estos enmarcan cabezas de león en donde el agua brota desde la parte inferior, mientras que otras cuatro bocas de delfines está colocadas en la base de las estatuas que representan las estaciones: un viejo durmiente (Invierno), una niña con una guirnalda de flores (Primavera), una mujer con un haz de espigas de trigo (Verano) y un joven Hércules con piel de león y corona de hojas de parra (Otoño).
En la primera capa de la cornisa se han colocado en las cuatro esquinas torreones almenados que simbolizan la ciudad de Sácer, mientras que otros dos torreones cilíndricos llevan esculpidos escudos de la casa de Aragón, en bandas verticales. La segunda capa, de menor tamaño, también dividida por cuadrados rectangulares, está coronada por un simple marco sobre el que se colocan otros cuatro torreones en las esquinas y dos arcos cruzados que sostienen la estatua ecuestre de San Gavino, mártir protector de la ciudad de Sácer. Una figura de la divinidad fluvial, acostada, emblemática del manierismo italiano, se extiende en el lado sur cara a la ciudad.